# Iris - Malu Roșu
Iris - Malu Roșu este o arie de protecție specială avifaunistică și floristică ce corespunde categoriei a IV-a IUCN (rezervație naturală) situată în județul Olt, pe teritoriile administrative ale comunelor Mărunței și Fălcoiu și al orașului Drăgănești-Olt.

## Localizare
Aria naturală cu o suprafață de 1.380 hectare se află în partea centrală a județului Olt (în bazinul Oltului Inferior), în imediata apropiere de rezervația naturală Pădurea Reșca, lângă drumul județean (DJ546) care leagă localitatea Mărunței de orașul Drăgănești-Olt.

## Descriere

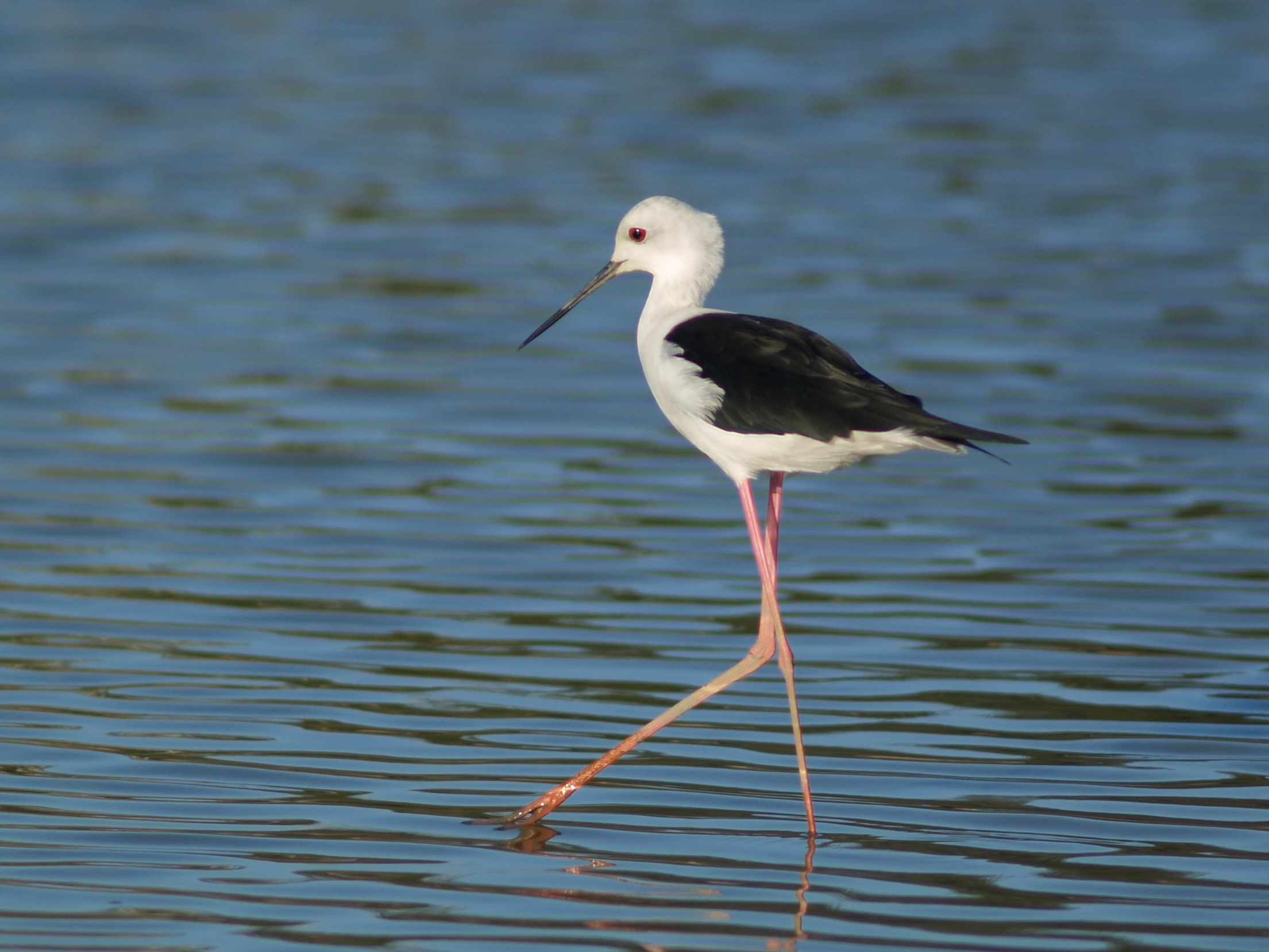
Piciorongul (Himantopus himantopus)

Rezervația naturală a fost declarată arie protejată prin Hotărârea de Guvern Nr.2151 din 30 noiembrie 2004 (privind instituirea regimului de arie naturală protejată pentru noi zone) și reprezintă o arie naturală (luciu de apă, plaje de nisip, mlaștini, pajiști, vegetație forestieră) în Lunca Dunării.
Aria naturală protejată adăpostește și asigură condiții de hrană și cuibărit pentru mai multe specii de păsări migratoare și de pasaj (lebădă-de-iarnă, egretă, piciorongul, lopătar, stârc-de-noapte, cormoran mic, chiră mică, chiră-de-baltă, fluierar-de-mlaștină), precum și condiții prielnice de dezvoltare pentru comunități de vegetație ierboasă (stânjenel-de-baltă - Iris pseudacorus) specifică zonelor umede.